# 若王子古墳群 (藤枝市)
若王子古墳群（にゃくおうじこふんぐん）は、静岡県藤枝市若王子474番１に所在する、古墳時代前期末から後期（西暦4世紀末～6世紀）の古墳群。静岡県指定史跡。

## 概要
藤枝市・焼津市の市街地が広がる志太平野を一望出来る、標高110メートルほどの丘陵上に位置し、尾根筋に沿って28基（文献によっては33基）の古墳が密集して所在する。
4世紀末から6世紀代まで、およそ300年の造営期間を持つ古墳群であるが、箱型・舟型の木棺を直葬する4世紀から5世紀にかけての古墳が多く、横穴式石室を持つ6世紀代の古墳はわずかである。また、前方後円墳が存在せず、円墳または方墳のみで構成されることから、いわゆる初期群集墳と位置づけられている。
1995年（平成7年）、静岡県指定史跡となった。蓮華寺池公園の一角に含まれ、「古墳の広場」として史跡整備されている。

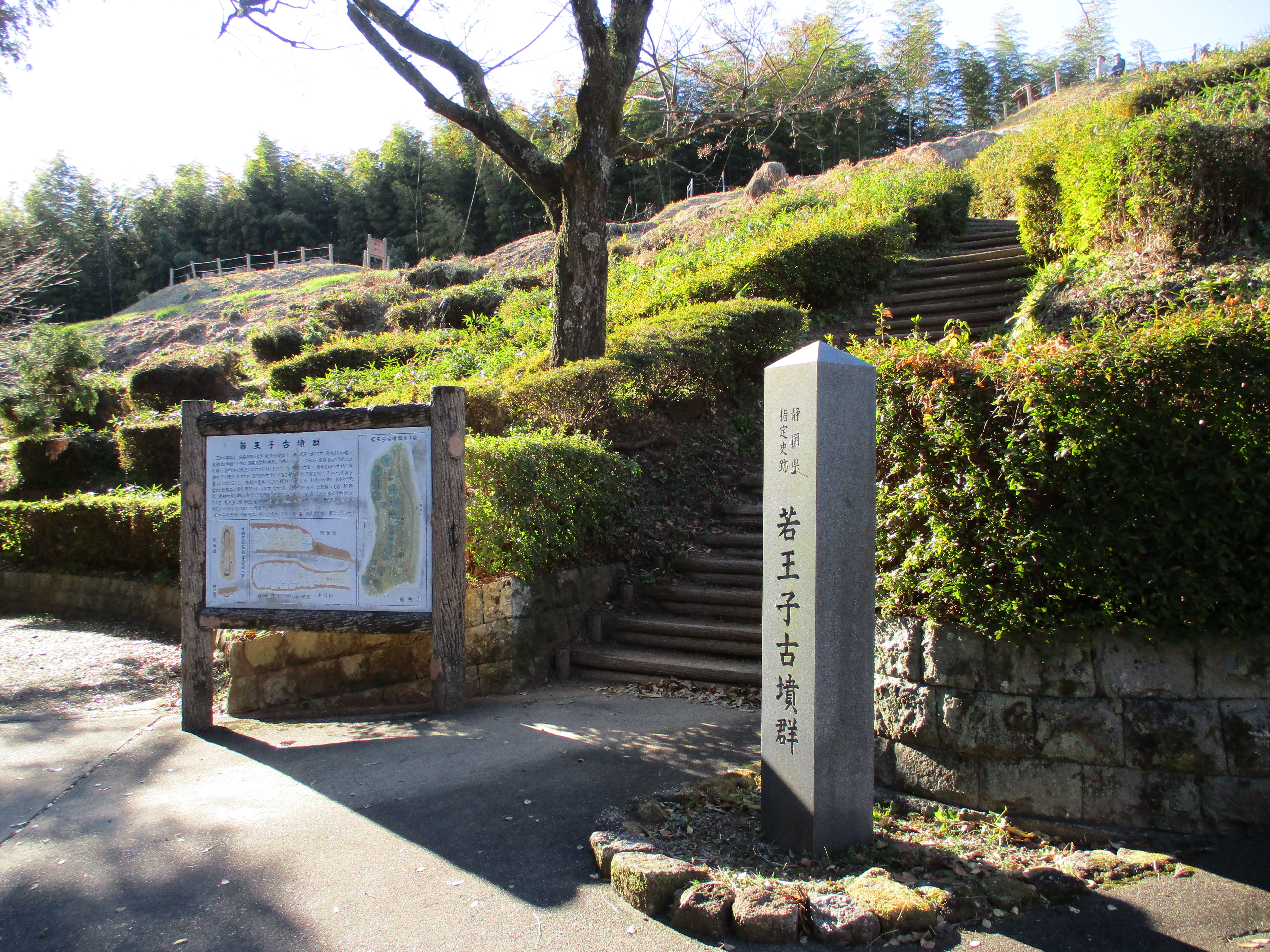
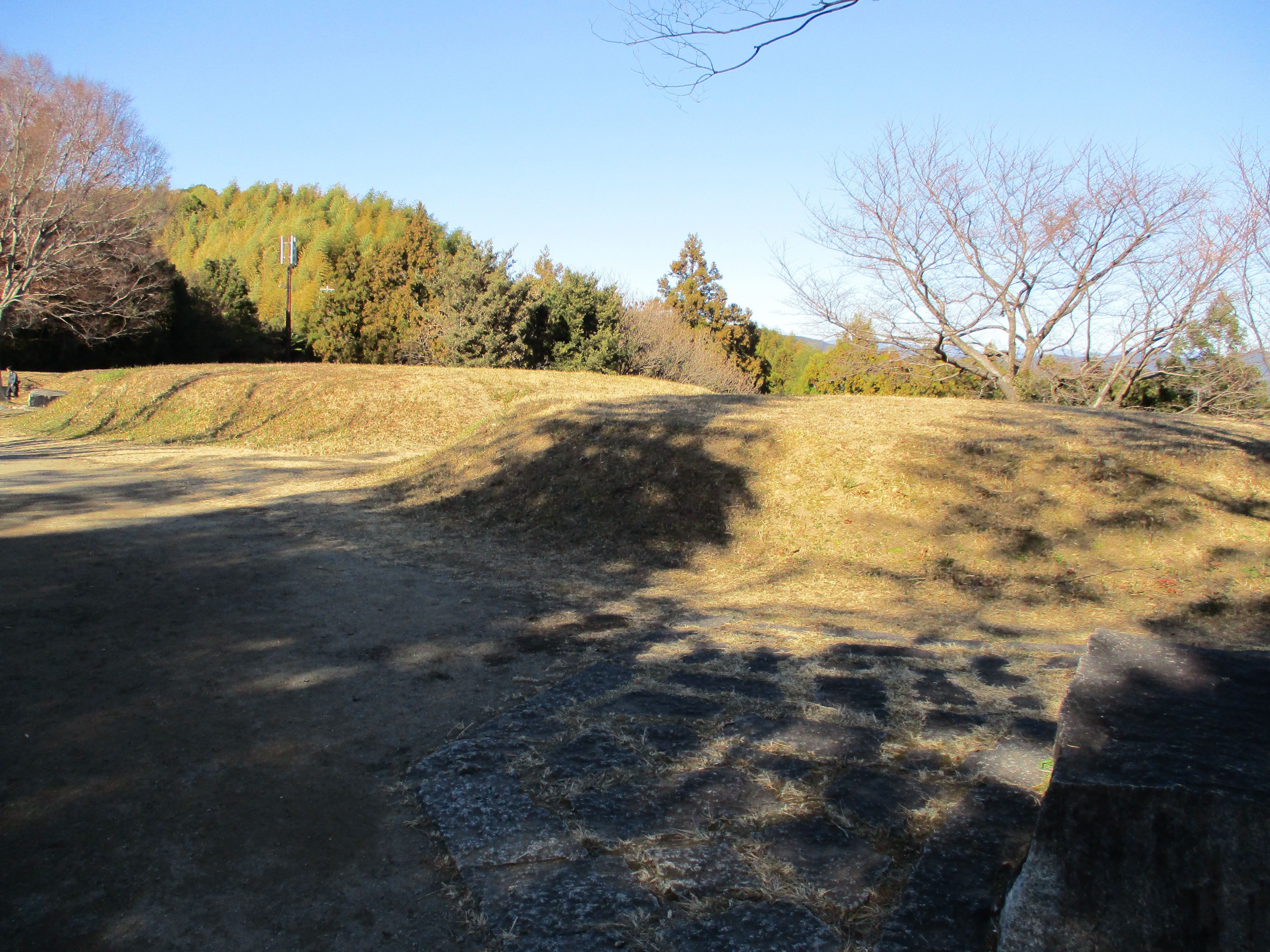
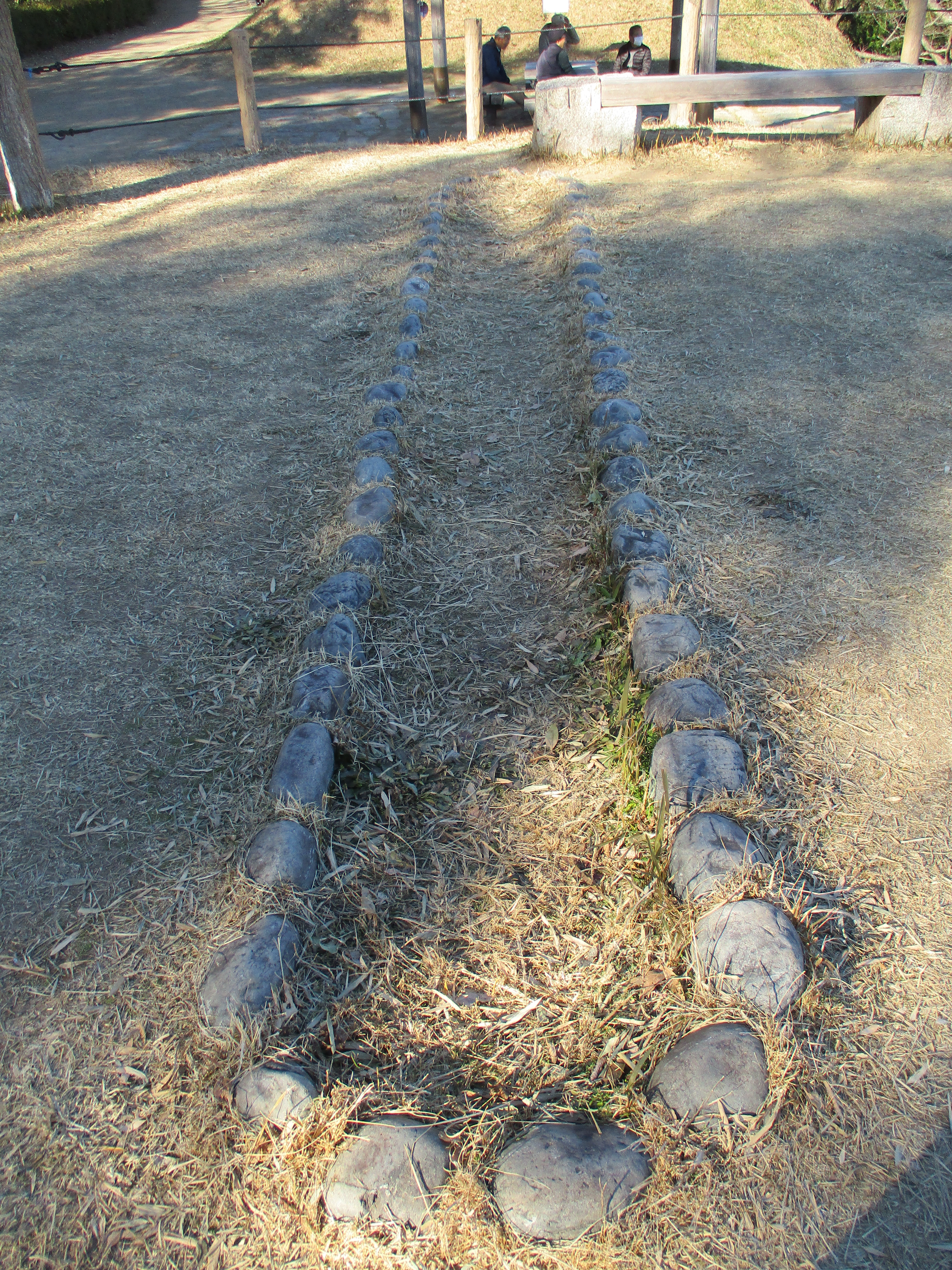

## 富士見平

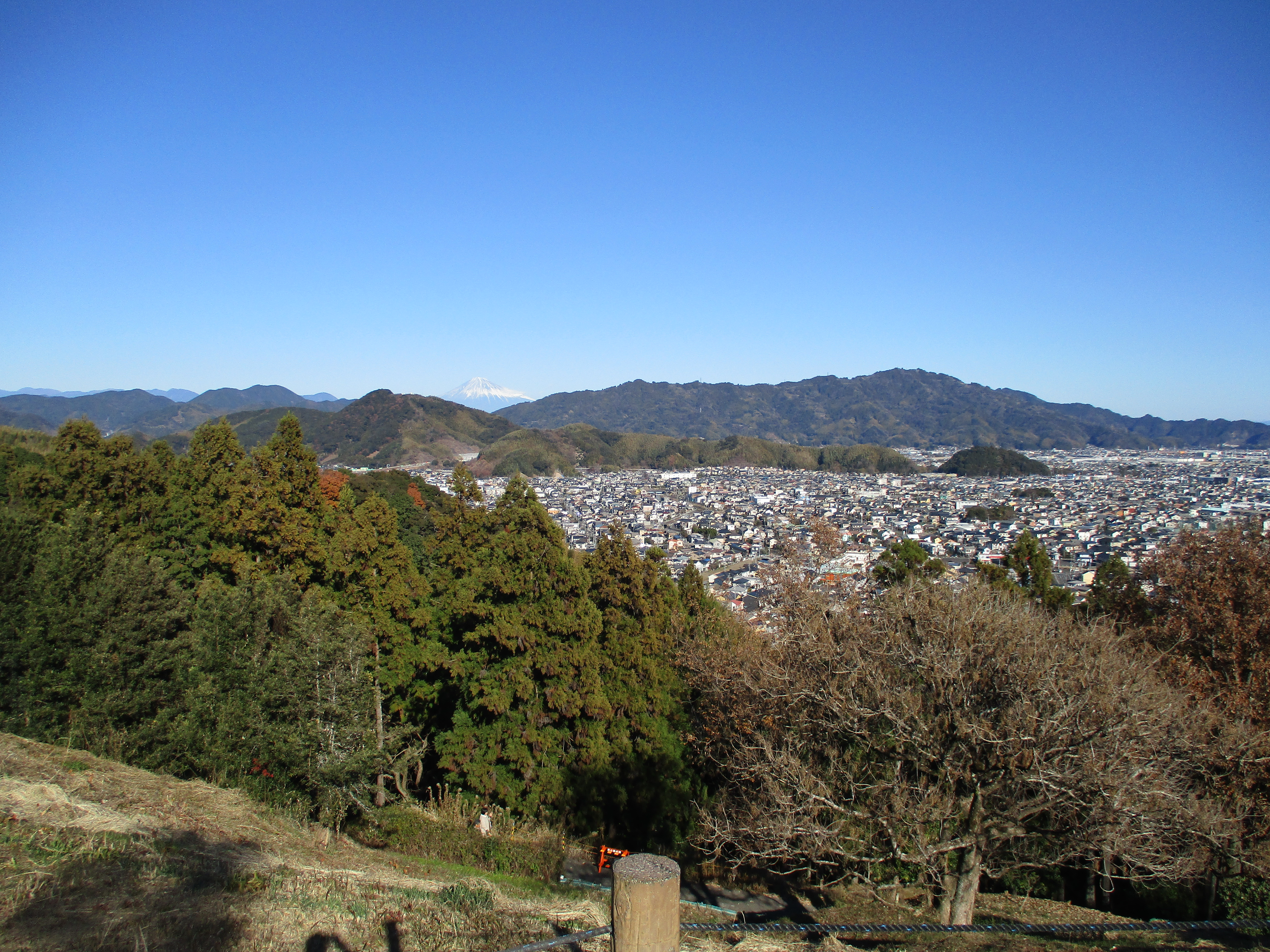
実際に富士山を望むことができる。2023年1月撮影。

古墳群のある尾根筋は「富士見平」と呼ばれており、1432年（永享４年）に室町幕府６代将軍足利義教が、富士山を見るため（実際は関東の監視のため）、駿府に入る前日にこの尾根に登り、富士を見ながら和歌を詠んだことからこのように呼ばれるようになったと伝わる。

## 出土品
1号墳・31号墳から鏡が出土している。また12号墳から車輪石が出土しており、志太地域の中でも畿内の王権との繋がりの強い、有力な被葬者像が推定されている。

## 註釈
1. ↑  藤枝市郷土博物館編『静岡県指定史跡 若王子古墳群』（パンフレット）
2. 1 2  藤枝市史編さん委員会 編『図説・藤枝市史』藤枝市市民文化部文化財課、2013年、12頁。